# Havneø
Havneø er en lille ubeboet ø i Smålandsfarvandet nord for Lolland. Øen ligger ca. 200 m fra indsejlingen til Bandholm Havn.
Havneø, som er det officielle navn, bliver lokalt aldrig kaldt andet end Skidtø. Det er fordi øen er dannet af den jord, der blev gravet op, da inderhavnen i Bandholm havn blev anlagt.